# 多尔库尔
多尔库尔（法語：Dolcourt，法語發音：[dɔlkuʁ]）是法国默尔特-摩泽尔省的一个市镇，位于该省南部，属于图勒区。

## 地理
多尔库尔（48°29'25"N, 5°58'39"E）面积6.19 平方千米，位于法国大東部大區默尔特-摩泽尔省，该省份为法国东北部内陆省份，是洛林的一部分，北邻比利时、卢森堡，北起顺时针与摩泽尔省、下莱茵省、孚日省和默兹省接壤。
与多尔库尔接壤的市镇（或旧市镇、城区）包括：法维耶尔、戈维莱、拉勒夫、瑟兰库尔。

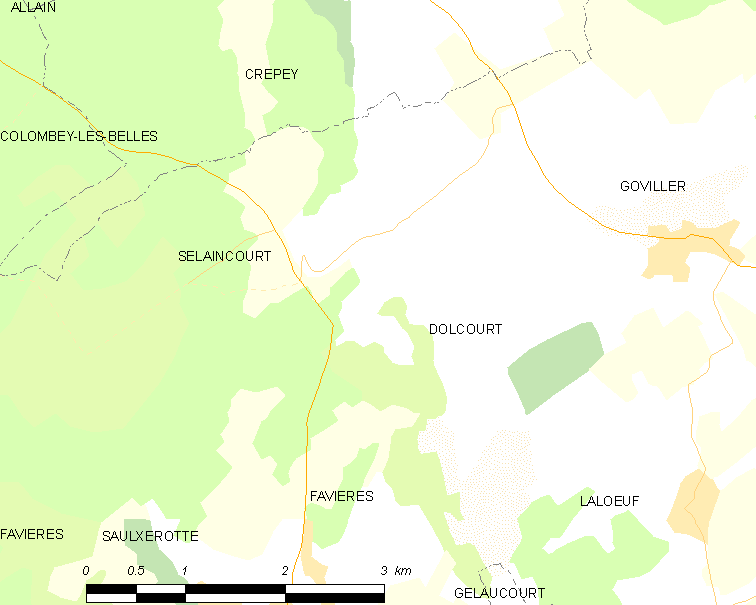
多尔库尔的OSM定位图

多尔库尔的时区为UTC+01:00、UTC+02:00（夏令时）。

## 行政
多尔库尔的邮政编码为54170，INSEE市镇编码为54158。

## 政治
多尔库尔所属的省级选区为梅讷欧桑图瓦县。

## 人口

1962-2008年间多尔库尔人口变化图示

多尔库尔于2022年1月1日时的人口数量为147人。